# Great Barrier Island
Great Barrier Island, auf Karten auch als Great Barrier Island Aotea oder Great Barrier Island (Aotea Island) zu finden, ist eine bewohnte Insel im Norden der Nordinsel von Neuseeland.
In der Sprache der Māori nennt sich die Insel Aotea (Weiße Wolke), benannt nach dem Aotea Waka, dem Kanu, mit dem der Sage nach der Anführer Turi um 1350 mit seiner Crew von Tahiti aus nach Neuseeland kam und auf Great Barrier Island den ersten Landkontakt mit Neuseeland hatte.

## Geographie
Die 285 km² große Insel liegt rund 85 km nordöstlich von Auckland und bildet damit die nordöstliche Begrenzung des Hauraki Gulf. Sie schützt Auckland und den Golf vor Stürmen. Die längste Ausdehnung der Insel beträgt in nordsüdlicher Richtung rund 35 km und misst an ihrer breitesten Stelle 18 km. Die höchste Erhebung stellt mit 621 m der Mount Hobson dar. Die Ostküste der Insel weist drei größere Sandstrände auf, wogegen die Westküste bis auf drei kleine Buchten eher schroffe Ufer aufweist.
Verkehrstechnisch angebunden ist die Insel über Fährverbindungen, die die drei kleinen Häfen Tryphena, Whangaparapara und Port Fitzroy mit Auckland verbinden. Ein kleiner Flughafen bei Claris an der Ostküste stellt eine weitere Verbindung zum Festland dar.
Zur Volkszählung im Jahr 2013 zählte die Insel 939 Einwohner und hatte damit 45 Einwohner mehr als 2006. 2006 betrug der Anteil der maorischen Bevölkerung knapp 21 %, aber nur 5 % der Bevölkerung war der maorischen Sprache mächtig. Im Jahr 2013 wurden 453 bewohnte Wohnungen gezählt.
Rund 17 km westlich von Great Barrier Island befindet sich die wesentlich kleinere Schwesterinsel Te Hauturu-o-Toi / Little Barrier Island.

## Geschichte
Als Kapitän James Cook auf seiner Südsee-Expedition die Insel im Jahr 1769 entdeckte, gab er ihr den Namen Great Barrier Island, da sie mit ihrer Größe den Hauraki Gulf vor der offenen See schützen konnte. Zu dieser Zeit war die Insel von dem Ngāti Rehua Hapū des Stammes der Ngāti Wai bewohnt.
Ab den 1840er Jahren wurde die Insel für die europäischen Einwanderer interessant. 1841 fand man Kupfer auf der Insel sowie Gold und Silber in den 1890er Jahren. Der Kauri-Wald der Insel wurde zwischen den 1880er und den frühen 1930er Jahren ausgebeutet. Doch schon zuvor hatten Europäer in Whangaparapara eine Walfangstation eingerichtet und zum Höhepunkt des Walfangs in Neuseeland an der Station 1839 rund 150 amerikanische Walfangschiffe und 50 Schiffe anderer Nationen gezählt. Die hohe Frequenz des Schiffsverkehrs führe auch zu häufigen Schiffsunglücken. Die folgenschwerste Havarie ereignete sich 1894, als die SS Wairarapa an der Nordwestküste der Insel auf ein Riff lief und 121 Passagiere den Tod fanden. Insgesamt havarierten über 50 Schiffe an der Küste der Insel.
Die Arbeiter auf der Insel lebten in den Jahren etwas isoliert, konnte doch die Insel nur alle 16 Tage mit Post versorgt werden. Daher eröffnete 1896 Walter Fricker eine Taubenpostlinie zum Festland, die bis zur Eröffnung einer Telegrafenverbindung im Jahr 1908 bestand. Erhalten gebliebene Briefe dieser Taubenpost und eigens dafür hergestellte Briefmarken sind unter Philatelisten begehrt.

## Natur und Naturschutz
Nach der intensiven Ausbeutung der Naturlandschaft bis in die 1930er Jahre konnte sich die Natur wieder erholen. Die Insel verfügt heute vielfach wieder über eine natürliche Vegetation. Die Ausrottung der frei herumlaufenden Ziegen und das Fernhalten von grasenden Säugetieren ließ sich die Vegetation schnell erholen. Dreizehn verschiedene Arten von Skinken und Geckos leben auf der Insel sowie der Hochstetter-Frosch (Leiopelma hochstetteri). Neben zahlreichen im Innenbereich der Insel lebenden Vögeln bevölkern auch viele Seevögel die stark zerklüftete Küstenlandschaft der Insel.
Mit der Neugründung des Hauraki Gulf Marine Park im Jahr 2000, zuvor Hauraki Gulf Maritime Park genannt, ist die Insel Great Barrier Island Teil des Parks und unterliegt damit besonderen Schutzbestimmungen.